# Musée archéologique d'Égine
Le Musée archéologique d'Égine (en grec moderne : Αρχαιολογικό Μουσείο Αιγίνης) est un musée situé à l'entrée du site archéologique de l'ancienne Égine, en Grèce, où se trouvent aussi les vestiges du temple d'Apollon.
Le musée a été fondé en 1828 par Ioánnis Kapodístrias, premier gouverneur de la Grèce indépendante.

## Historique du musée
Le musée étant la première institution de ce type créée en Grèce, il s'est enrichi de découvertes archéologiques qui ne provenaient pas seulement d'Égine, mais qui lui ont également été transférées depuis de nombreuses parties de la Grèce alors libre, la plupart d'entre elles provenant de la région de Rhénée, où se trouve le cimetière de Délos. En 1837, la plupart de ces objets ont été déplacés vers Athènes, capitale nouvellement établie de la Grèce.
Certains objets et reliefs de Rhénée restent cependant au musée.
Aujourd'hui, le bâtiment qui abrite le musée comprend trois salles, dans lesquelles sont exposées principalement des découvertes du temple d'Athéna Aphaia, mais aussi la statue d'Héraclès provenant du temple d'Apollon, ainsi que le Sphinx d'Égine, provenant du sanctuaire d'Apollon voisin, découvert lors de fouilles dans le quartier de Kolóna en 1903,.
Sont également exposées des poteries des Cyclades et de Crète, qui témoignent des liens commerciaux de ces régions avec Égine, ainsi que des outils et des objets de la vie quotidienne.

Le musée
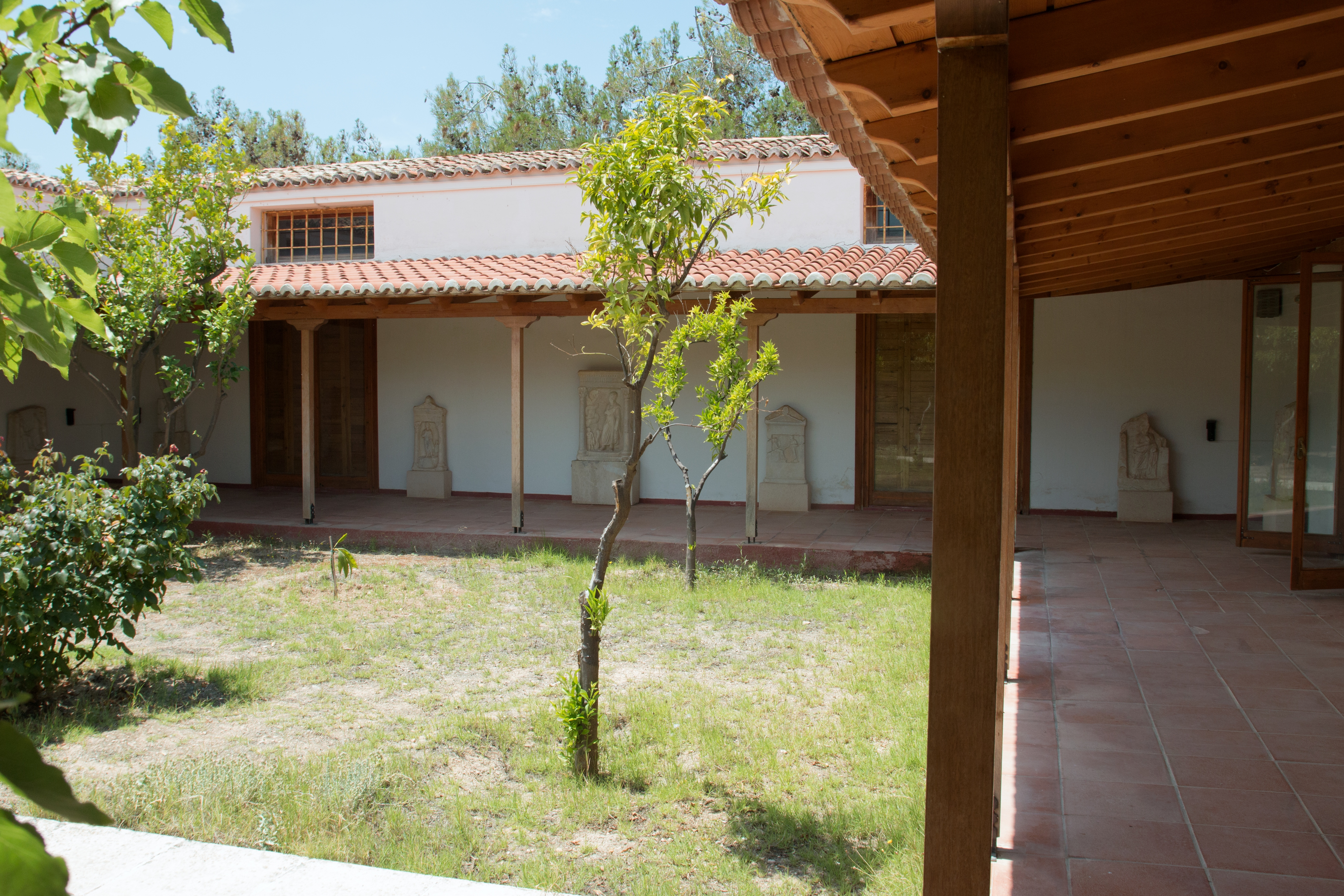
Musée archéologique d'Égine
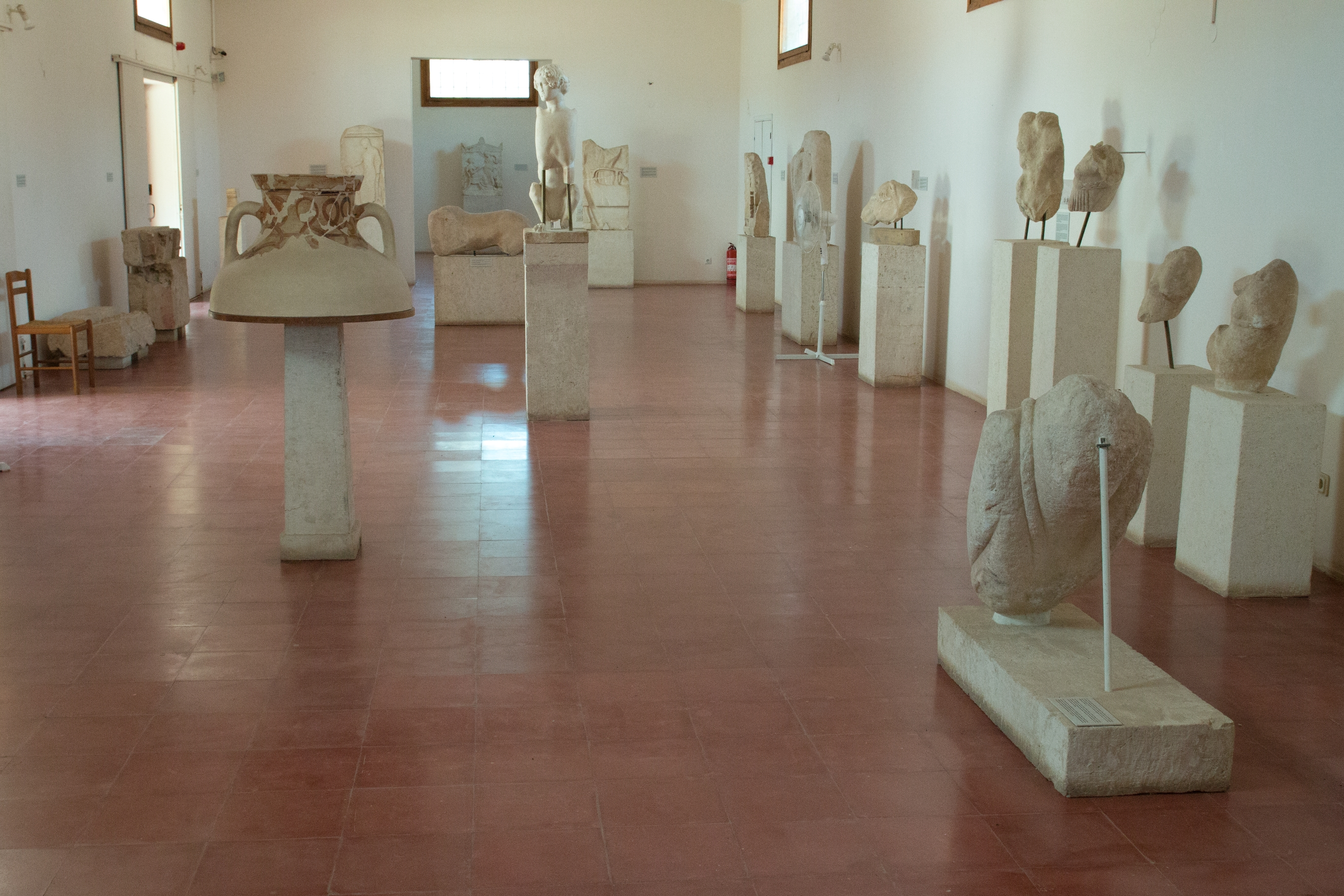
Salle des sculptures et poteries anciennes.

## Collections
Le musée d'Égine conserve une variété de récipients anciens, poteries, céramiques, d'objets d'albâtre, de statuettes, inscriptions, monnaies, armes et récipients de cuivre.
Une perle de cornaline gravée, objet typique de Harappa, indique d'anciennes relations commerciales avec la Mésopotamie et la civilisation de la vallée de l'Indus.

Céramique
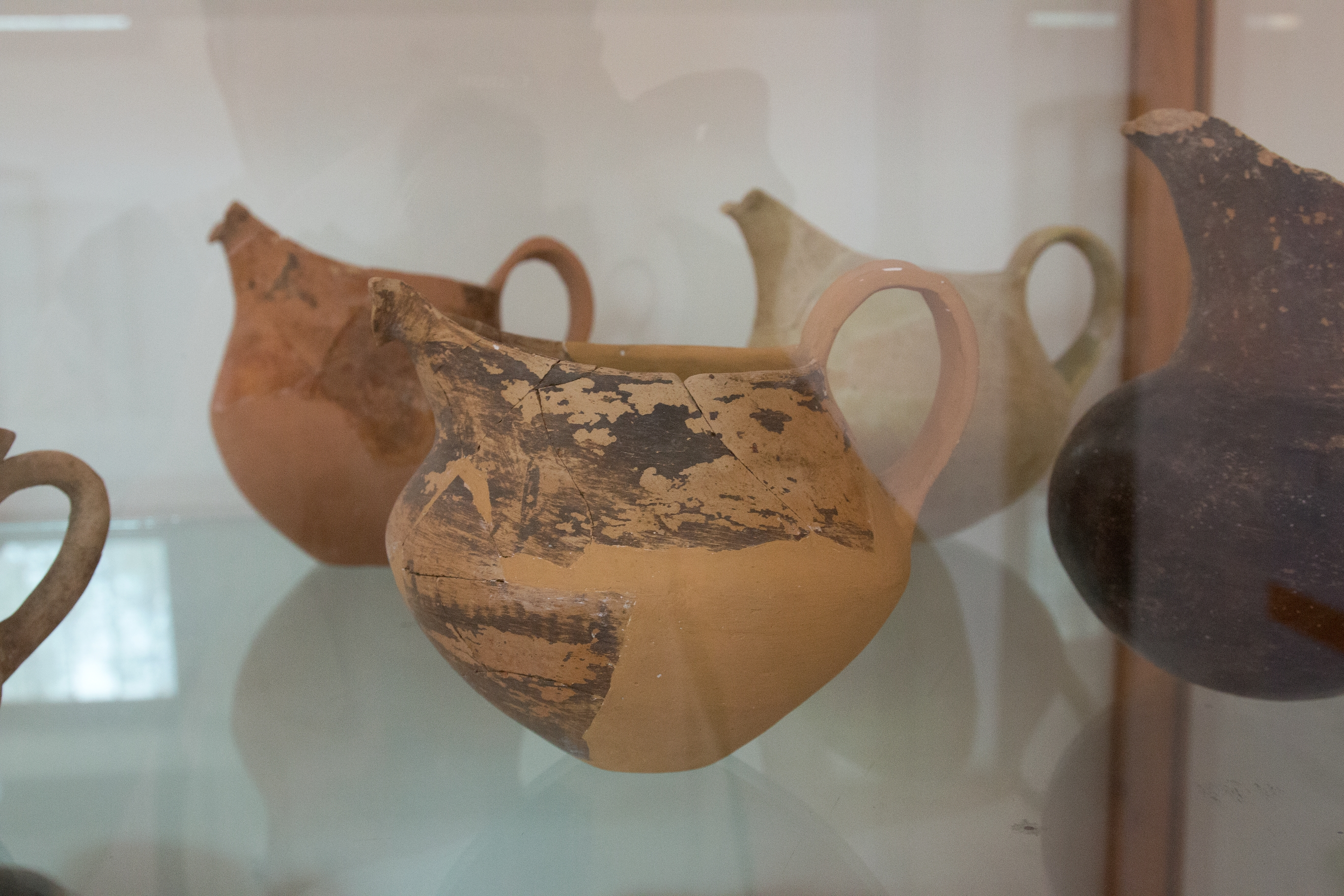
Céramique de l'âge du bronze ancien, début de l'Helladique ancien II, 2400–2300 av. J.-C.
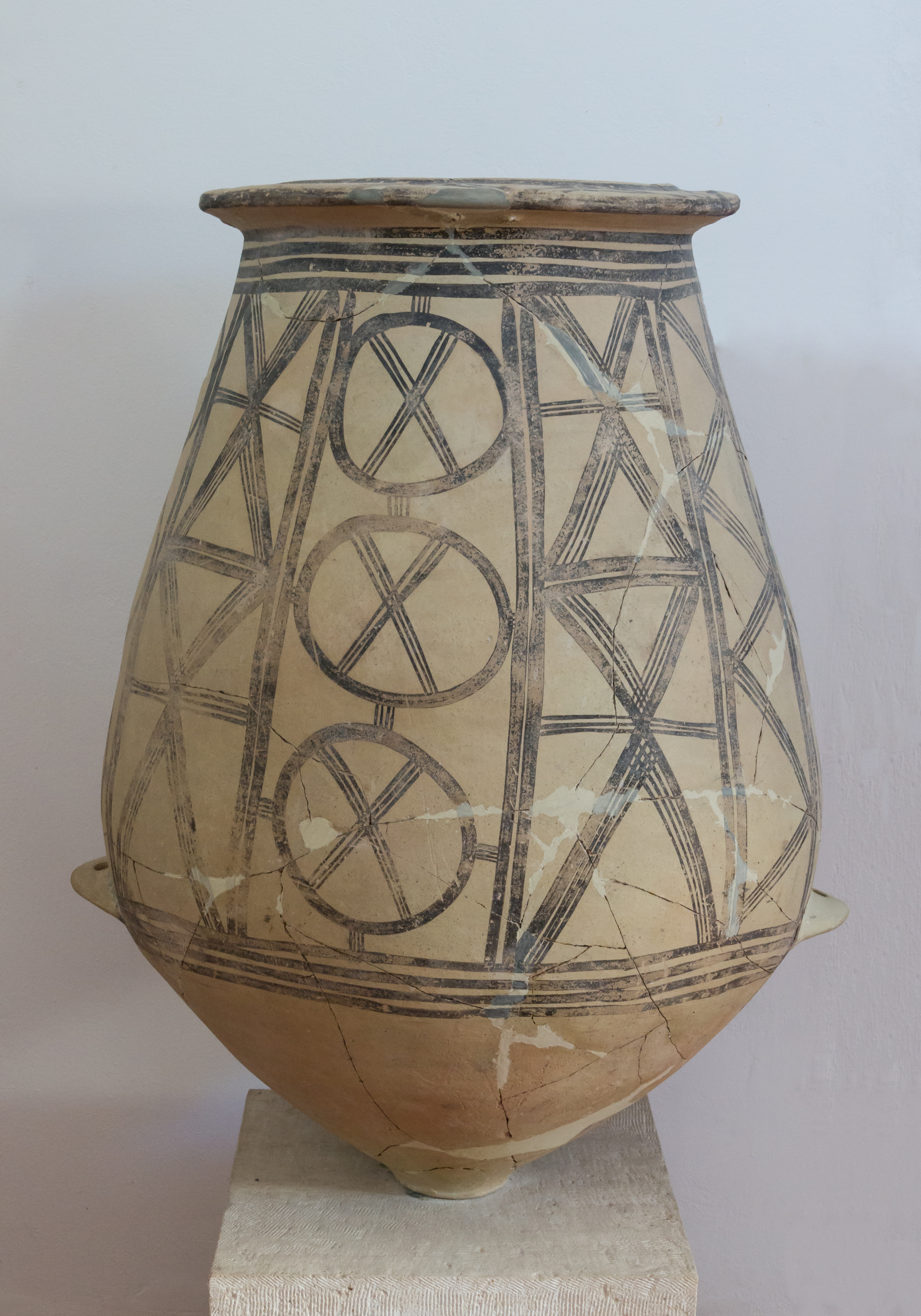
Pithos de l'âge du bronze moyen avec décorations géométriques peintes, 2000–1800 av. J.-C.
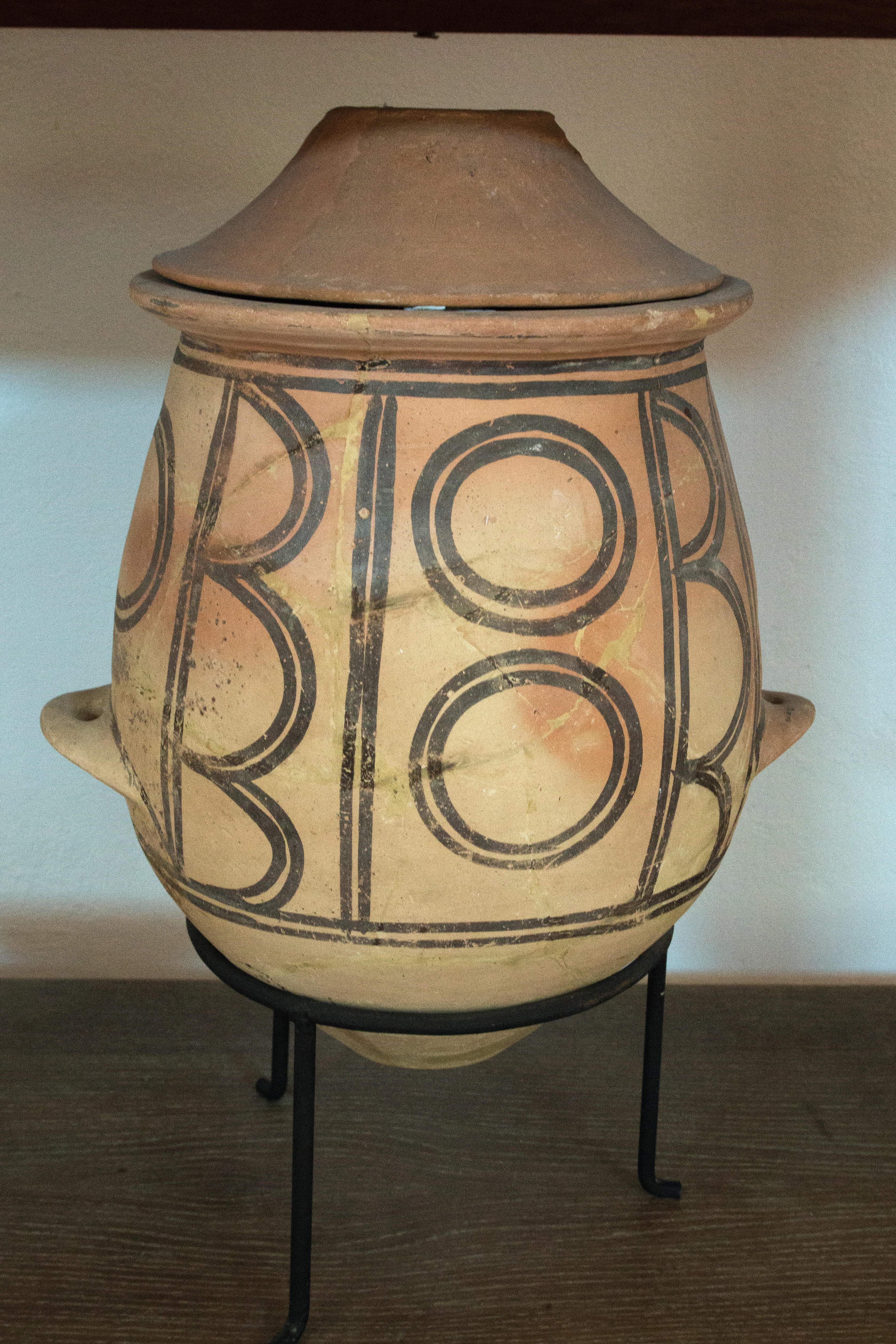
Jarre, Helladique moyen, 2000-1600 av. J.-C.
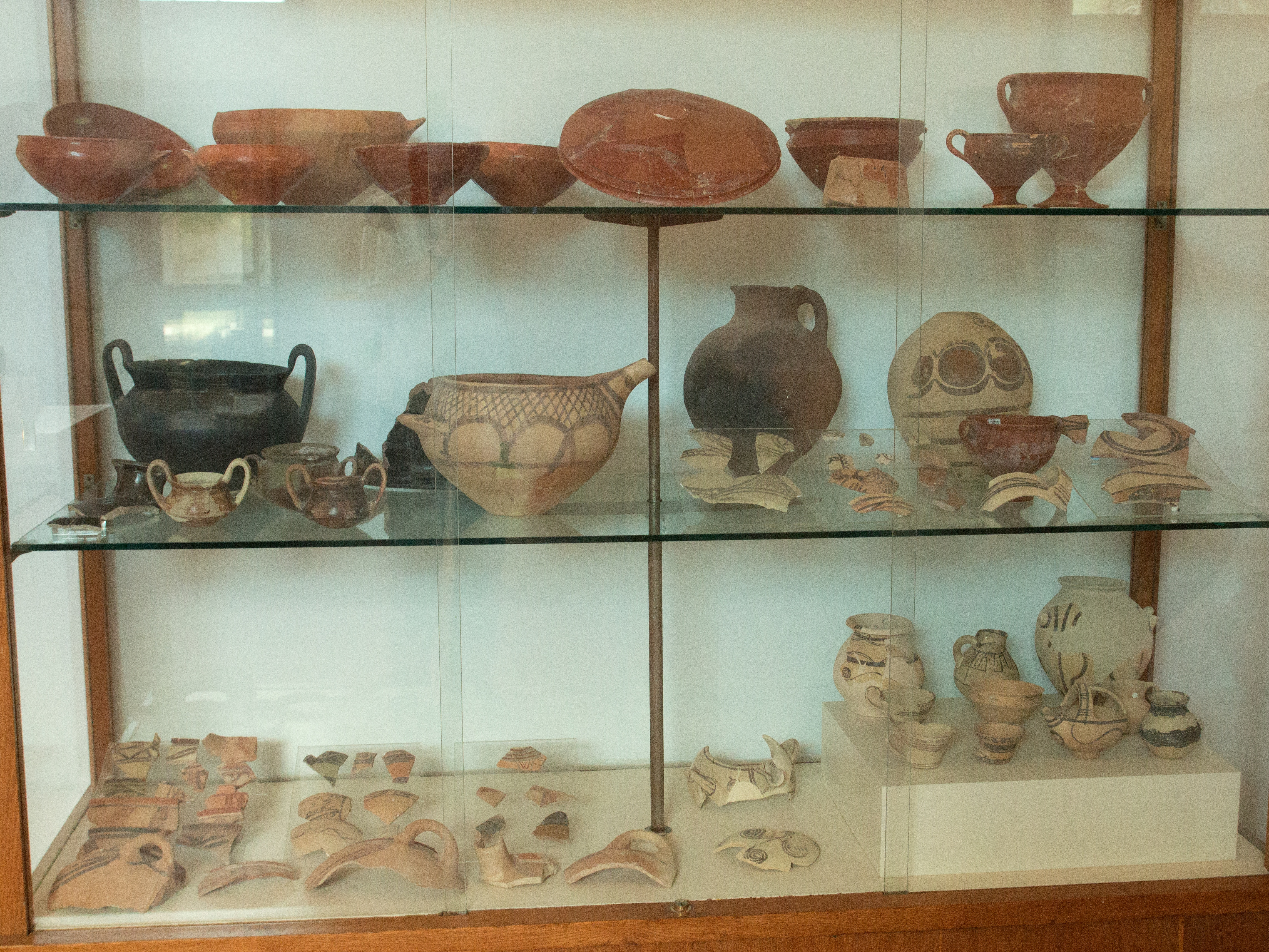
Poteries de l'helladique moyen et du mycénien ancien, 1900–1650 av. J.-C.
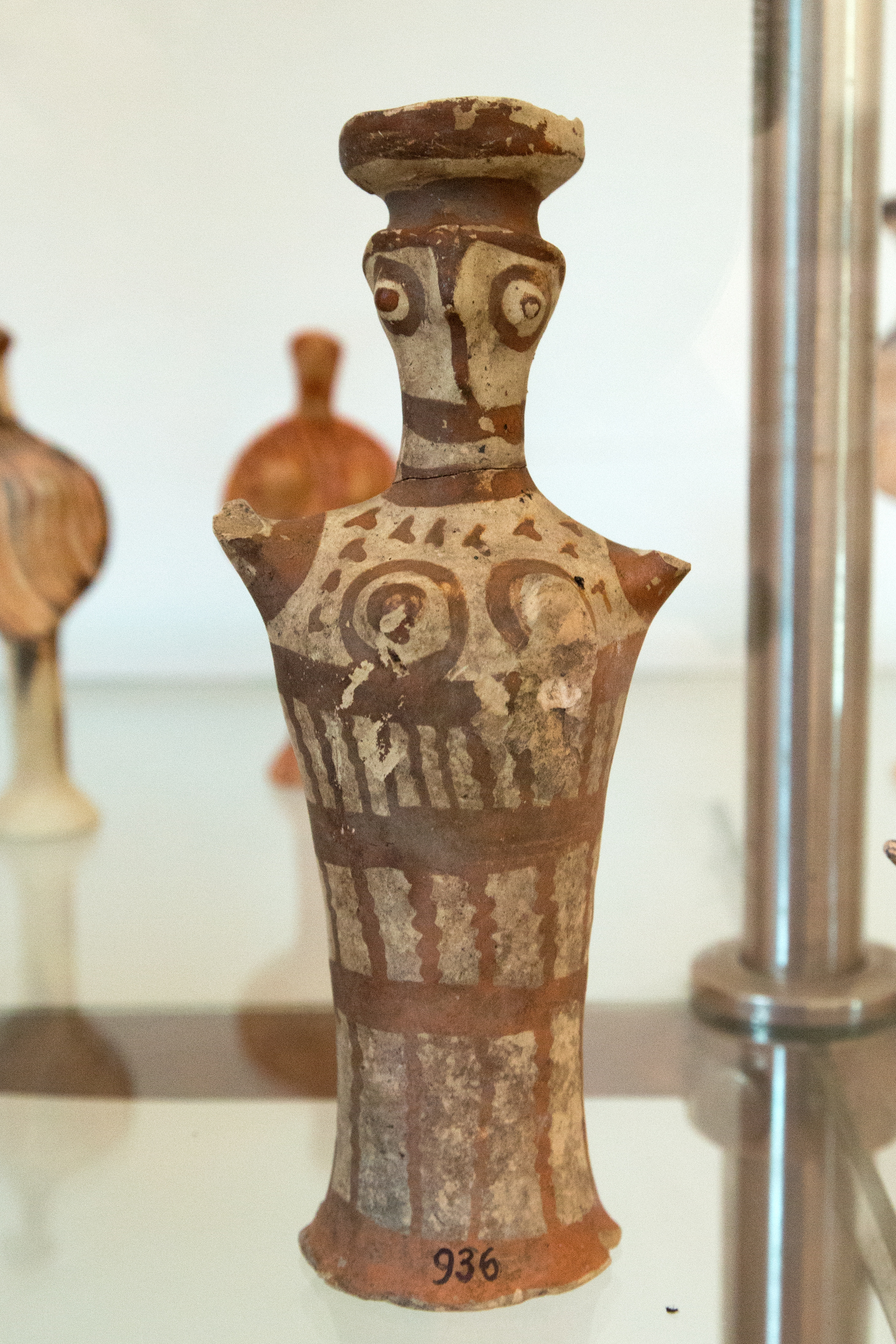
Figurine mycénienne, 1700–1050 av. J.-C.
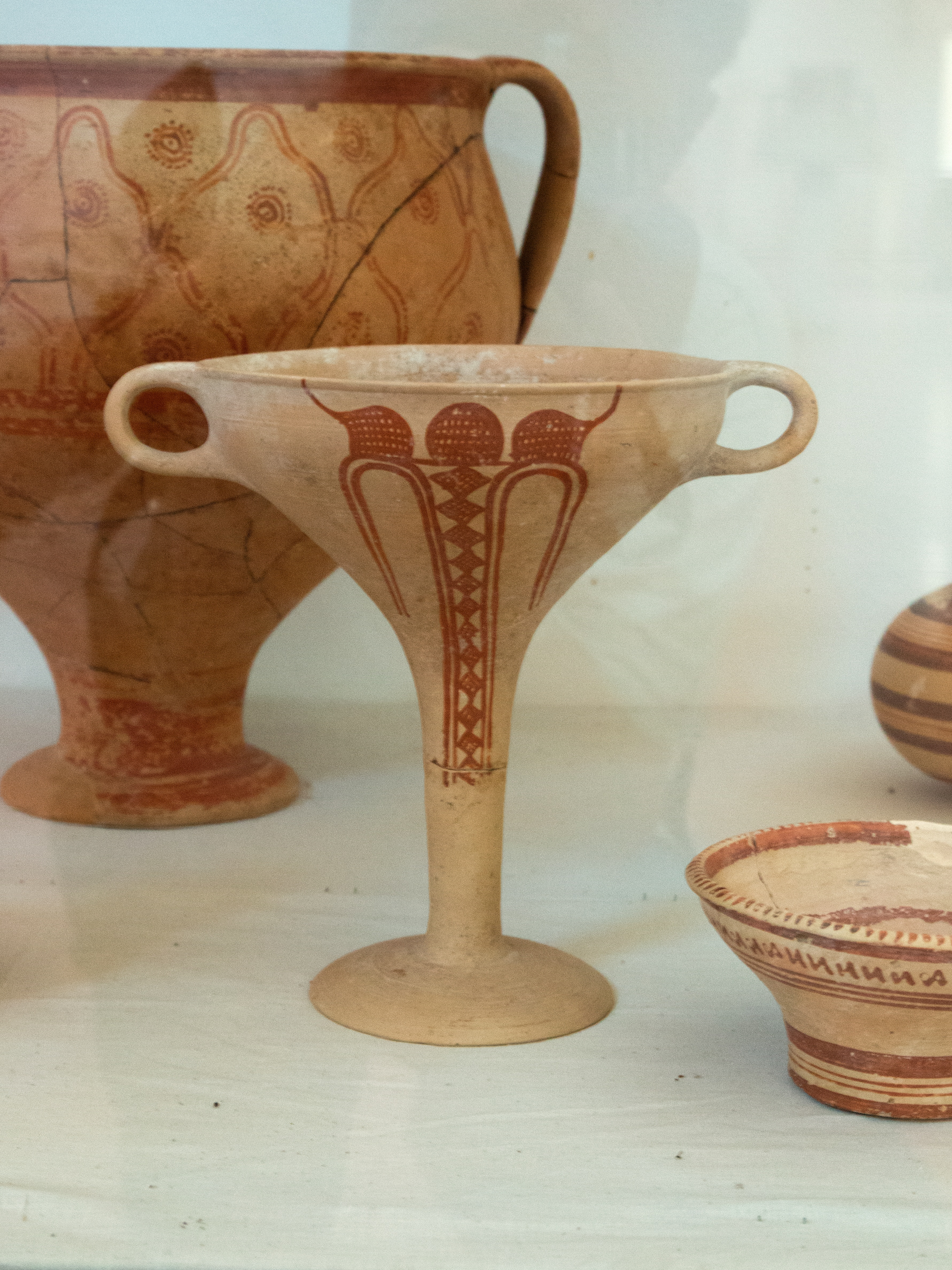
Poterie  mycénienne.
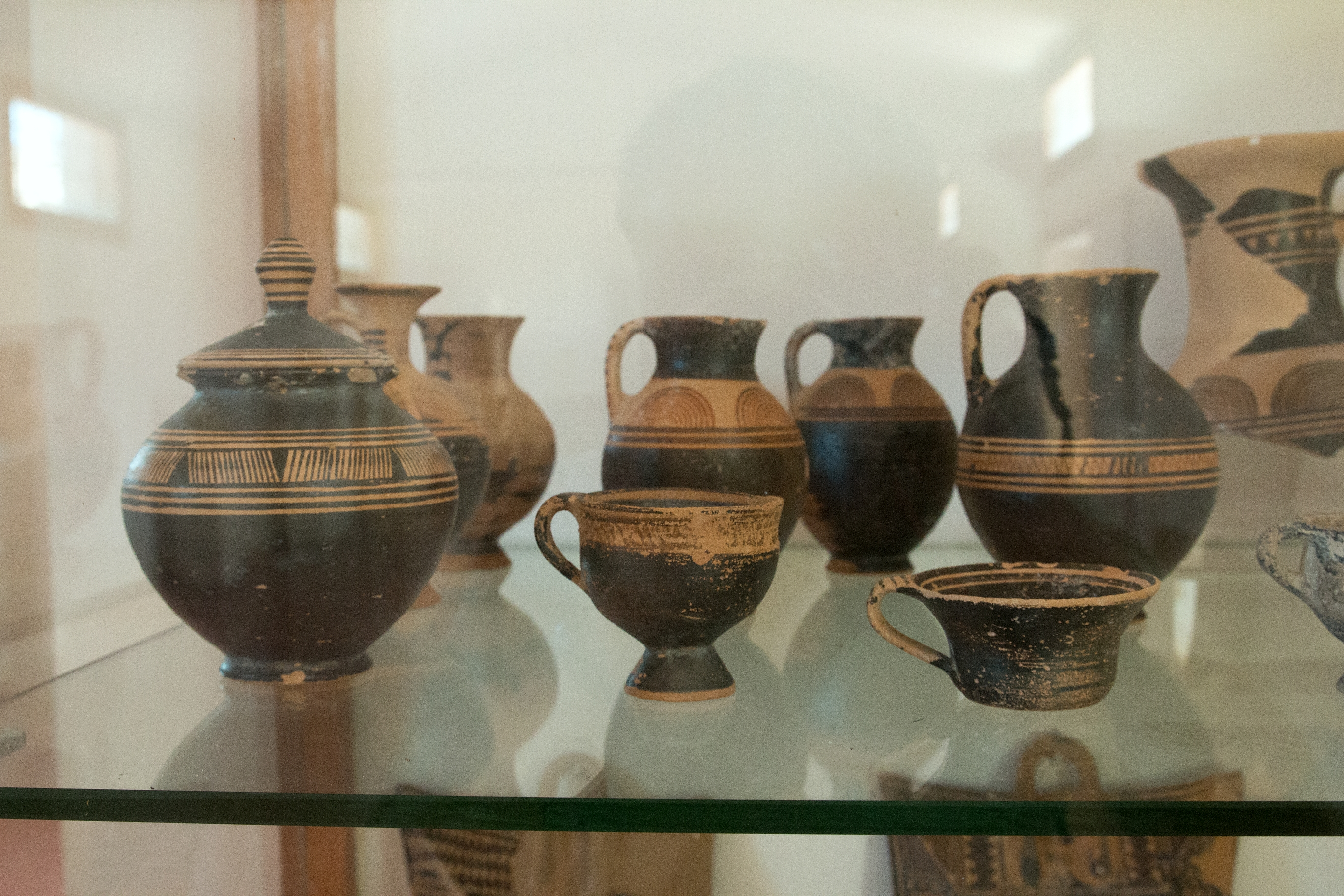
Poterie protogéométrique et géométrique, Xe – VIIIe siècle av. J.-C.
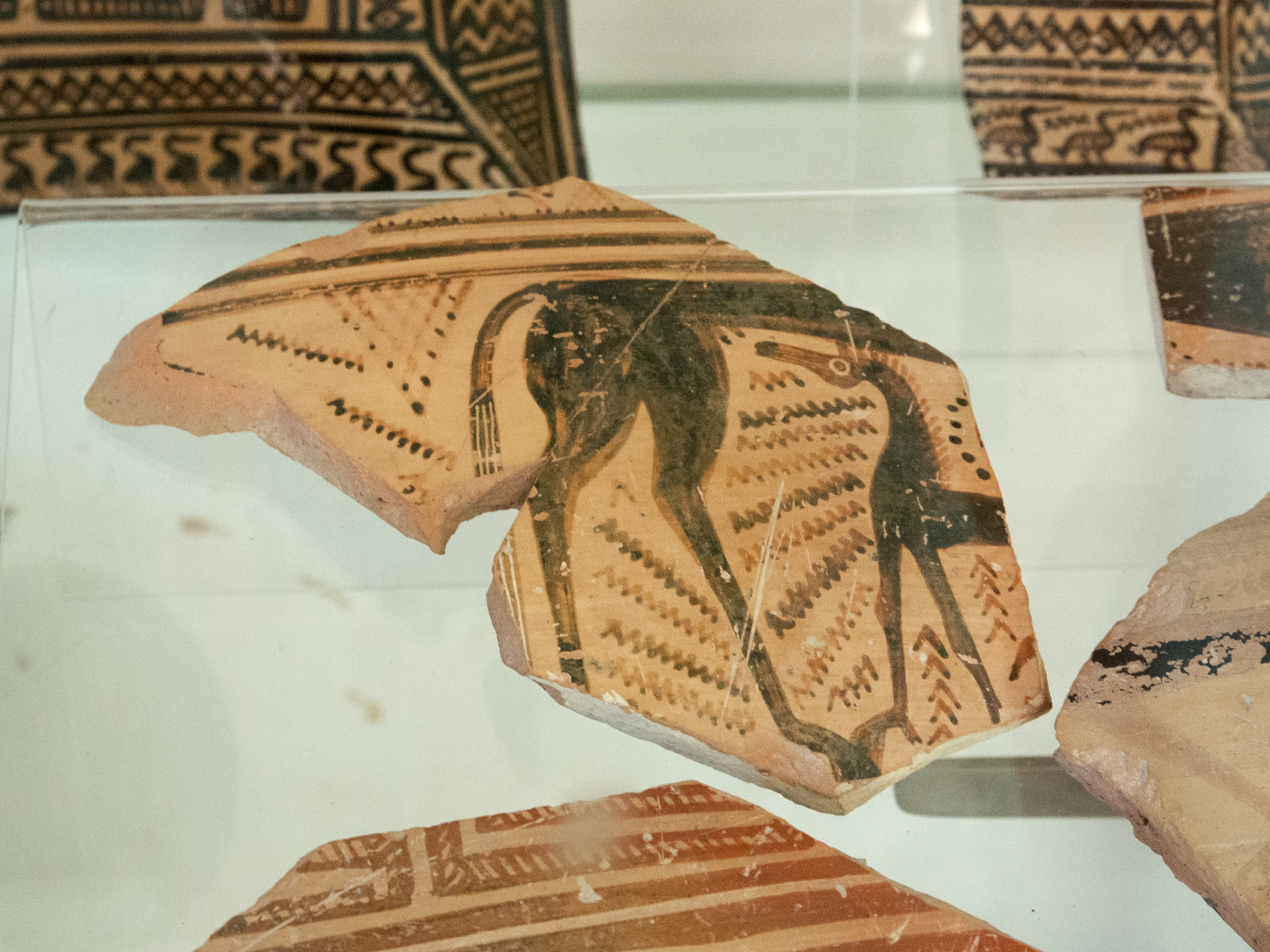
Poterie  protoattique.
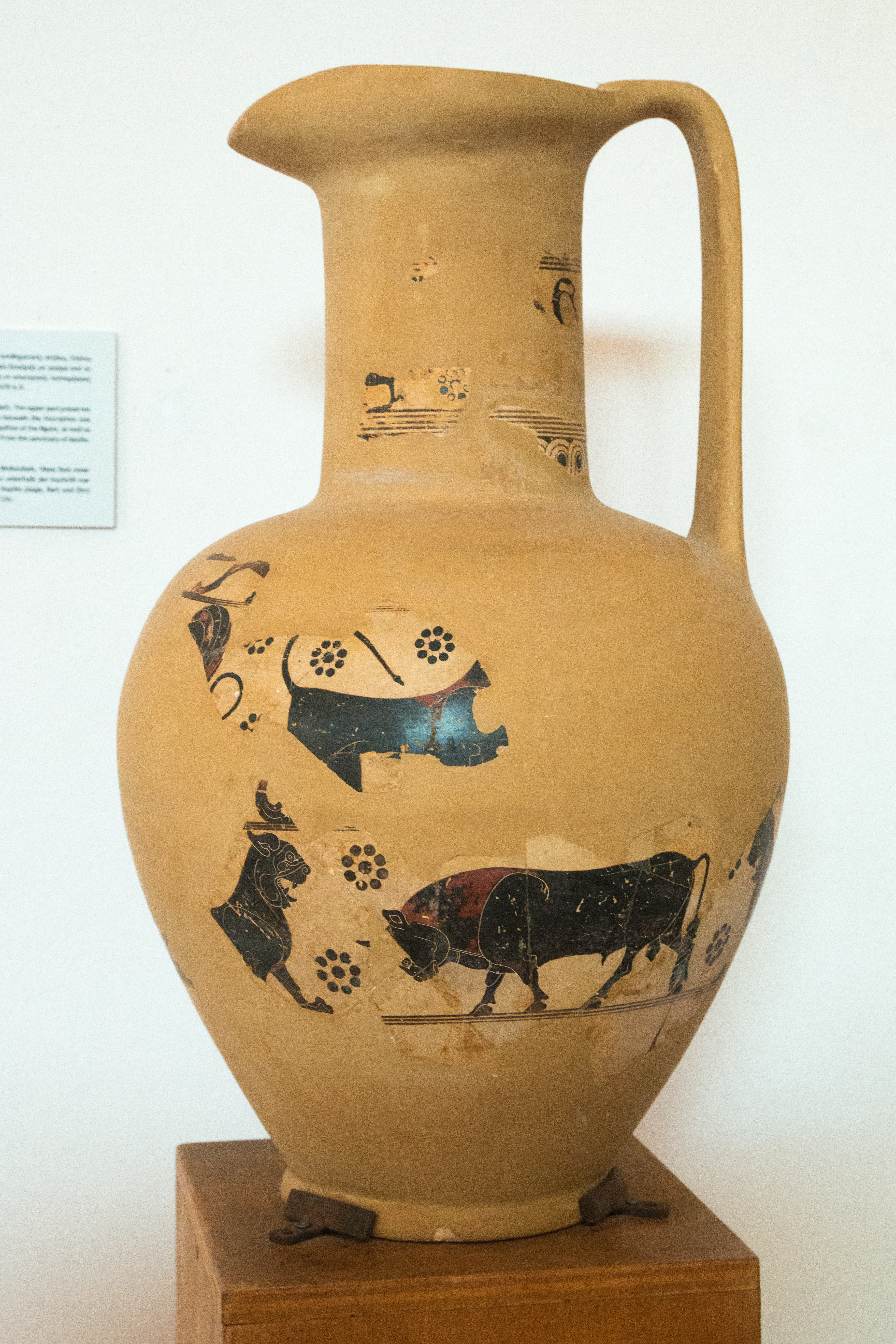
Grande cruche corinthienne, vers 600 av. J.-C.
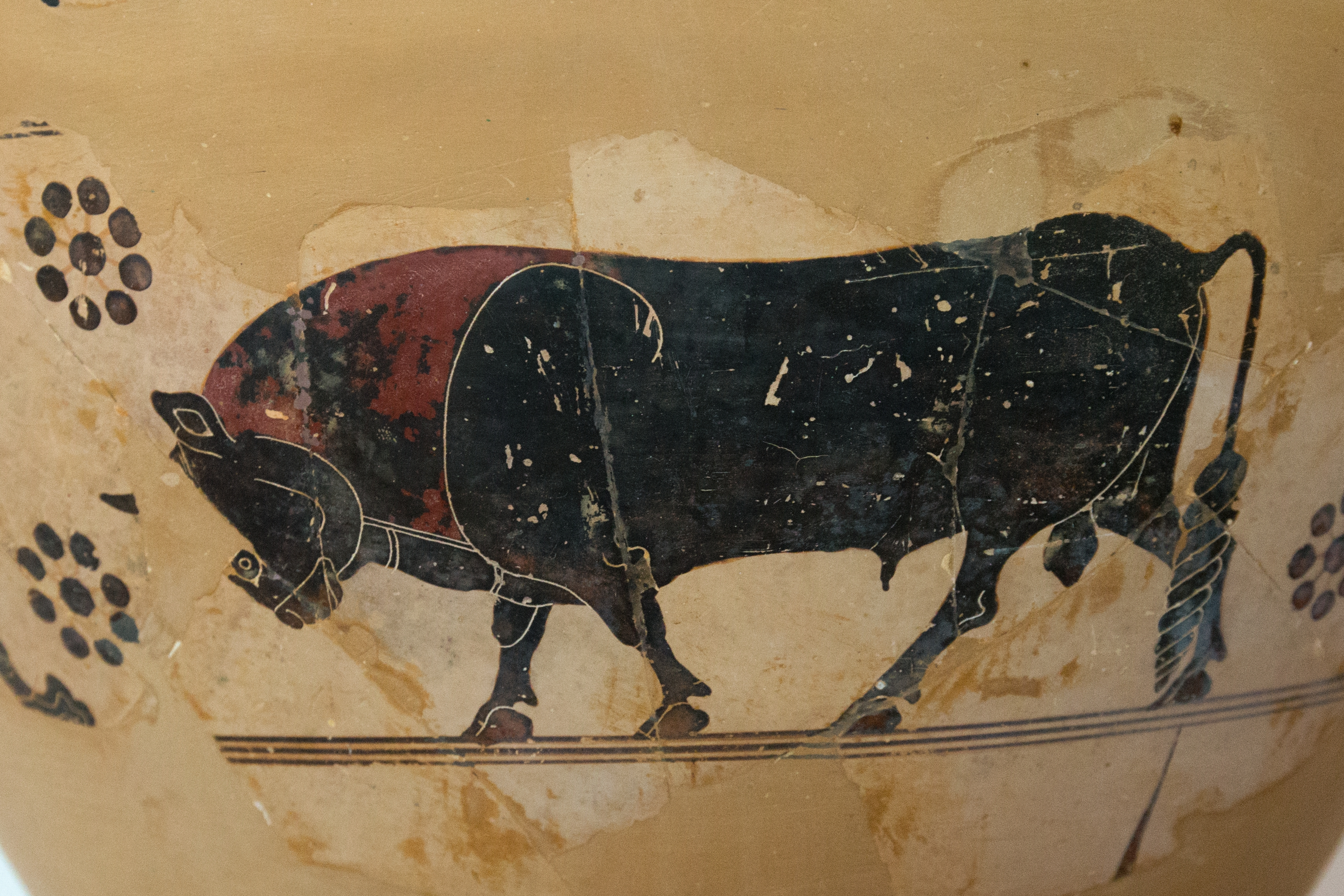
Taureau sur une grande poterie corinthienne, vers -600.

Sculpture
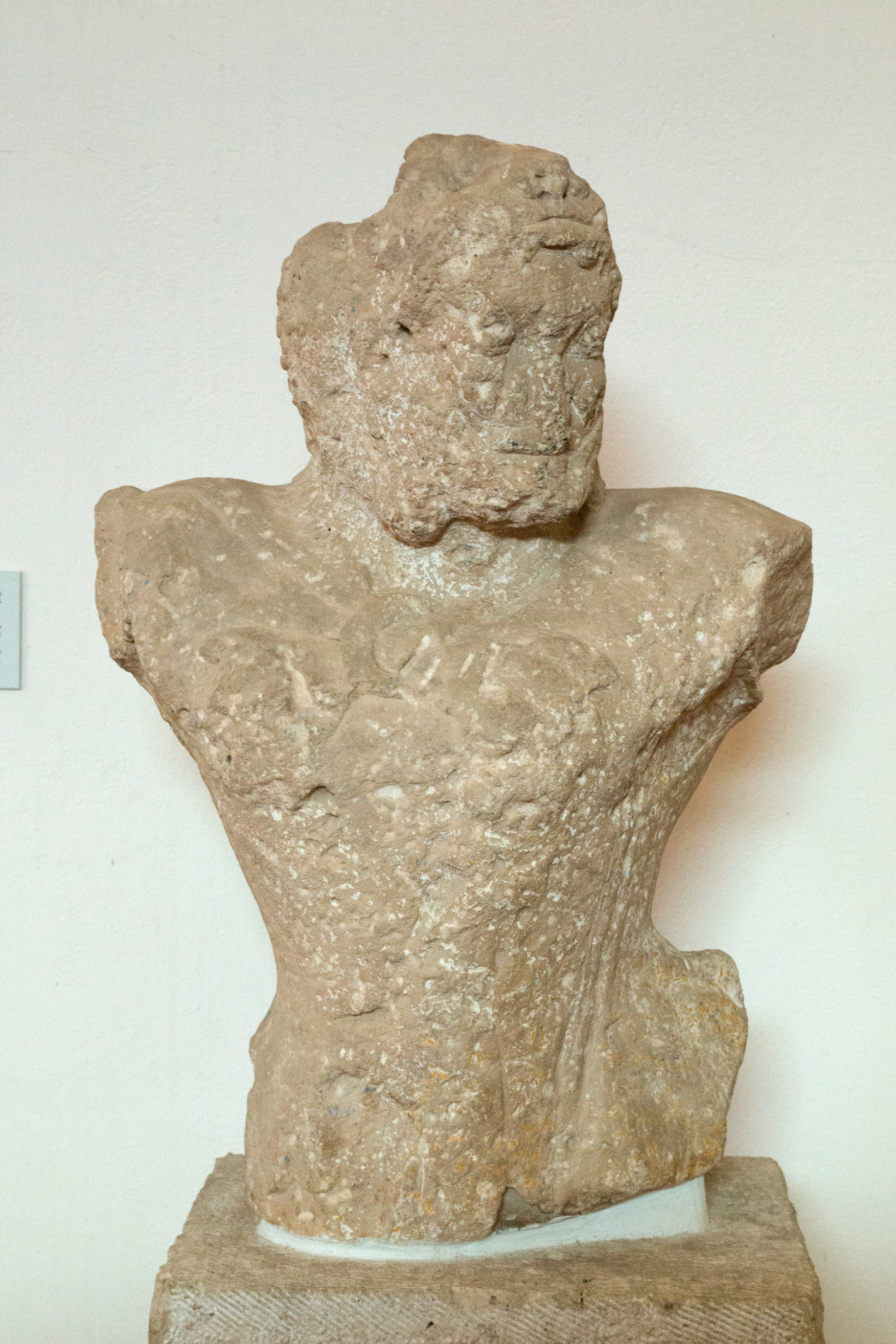
Torse d'une statue d'Héraclès, de l'ancien temple d'Apollon, 570–560 av. J.-C.
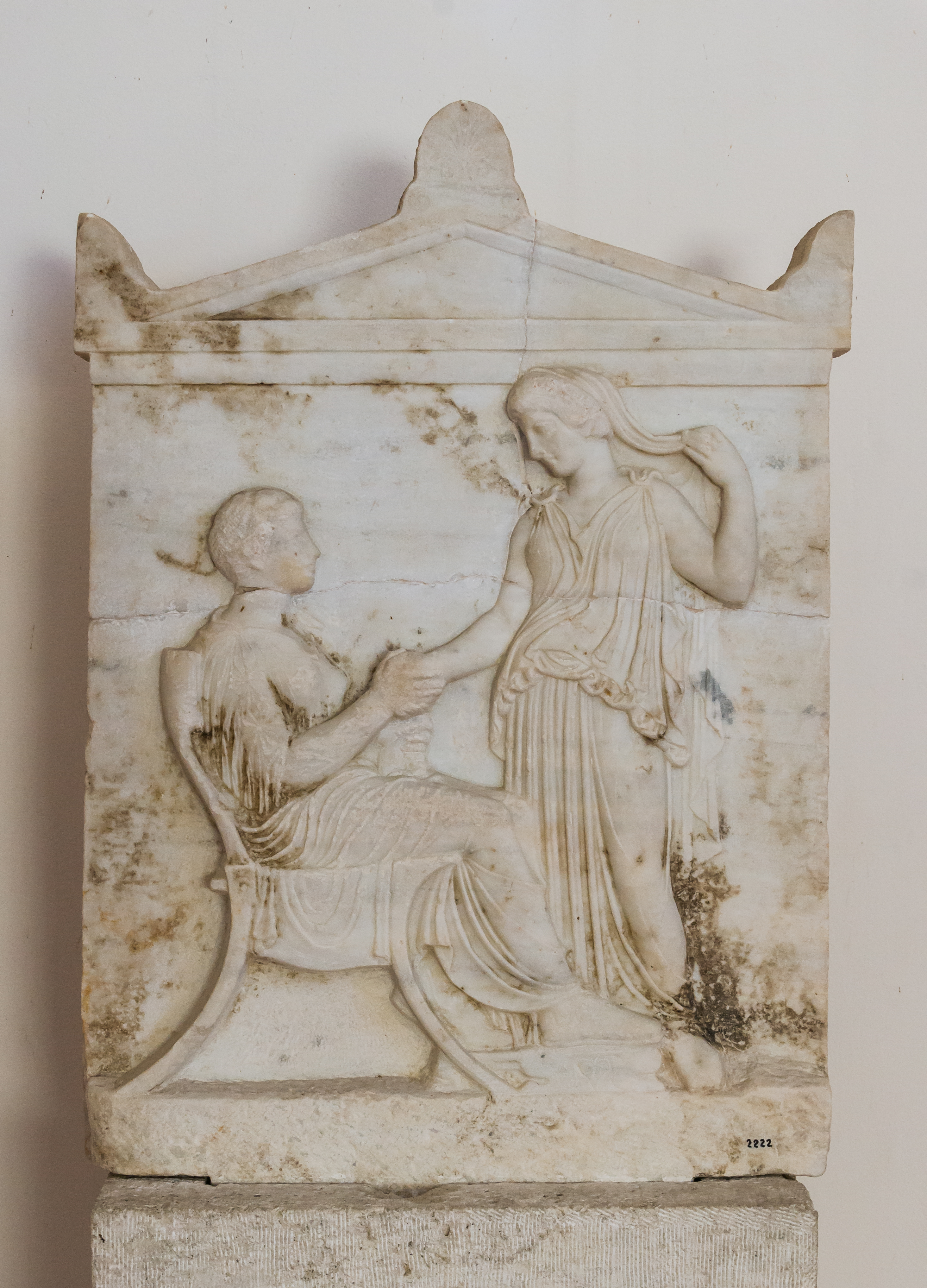
Stèle funéraire, Ve siècle av. J.-C.
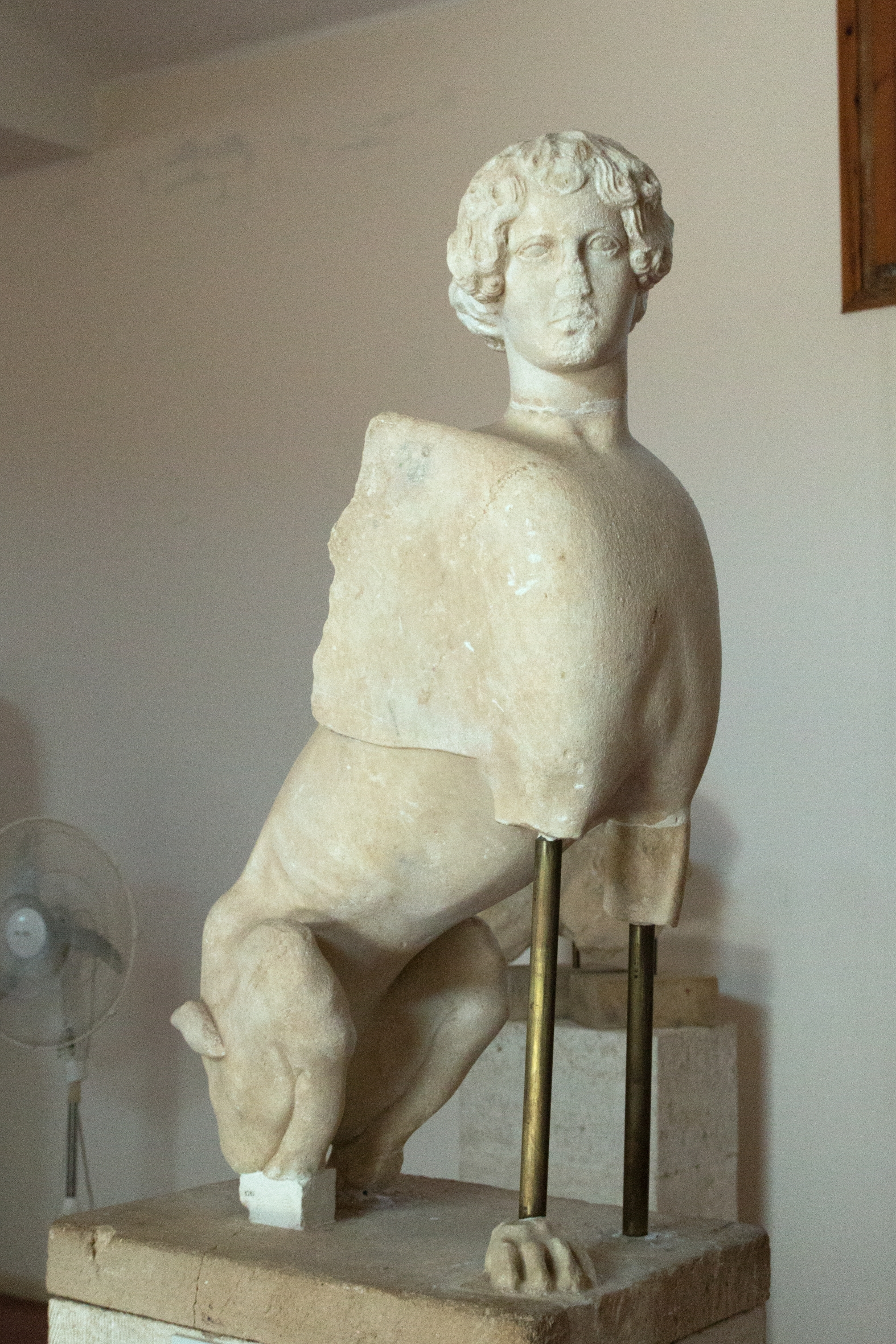
Sphinx du premier classicisme, du temple d'Apollon, vers 460 av. J.-C.
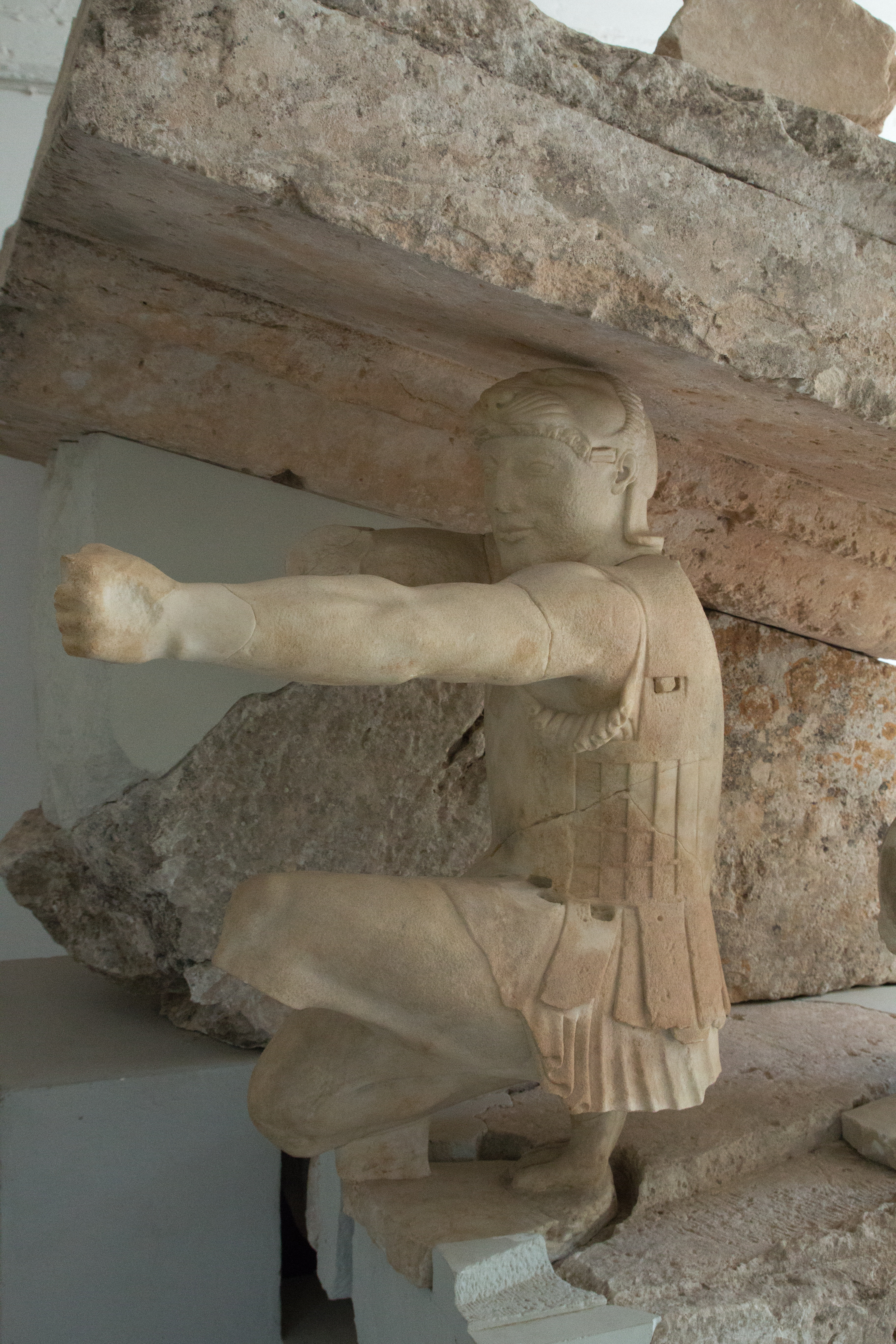
Héraclès en archer. Fronton est du temple d'Aphaïa.